# Heliodiaptomus nipponicus
Heliodiaptomus nipponicus is een eenoogkreeftjessoort uit de familie van de Diaptomidae. De wetenschappelijke naam van de soort is voor het eerst geldig gepubliceerd in 1914 door Kokubo.